# Долина Гванги
«Долина Гванги» (англ. The Valley of Gwangi) — американский фильм жанра вестерн-фэнтези 1969 года, спродюсированный Чарльзом Х. Шнеер и Рэйем Харрихаузеном, режиссёр Джим О’Коннолли, автор сценария Уильяма Баст, в главных ролях Джеймс Францискус, Ричард Карлсон и Джила Голан.
Является ремейком утерянного фильма «Valley of the Mists» Уиллиса О’Брайена. О’Брайен планировал снять «Долину Гванги» несколько десятилетий назад, но ему не удалось реализовать проект, он умер в 1962 году.
Спецэффекты для фильма создал Рэй Харрихаузен.

## Сюжет
В одном из мексиканских городков палеонтолог Хорос Бромми посещает цирк, где циркач Так демонстрирует лошадь ростом с собаку. Бромми обнаруживает, что маленькая лошадка на самом деле эогиппус, вымерший миллионы лет назад.
Позже группа ковбоев под предводительством Бромми следуют к тому месту, где нашли эогиппуса. Они обнаруживают вход в долину. Группа подвергается атаке птеранодона, гонится за орнитомимом. Во время погони за орнитомимом ковбои сталкиваются с плотоядным динозавром Гванги. Аллозавр гонится за ними, но отвлекается на труп птеранодона. Появляется стиракозавр. Гванги отпугивает его.
Ковбои проводят ночь в пещере. Утром одного из них застаёт врасплох Гванги. Ковбои накидывают лассо на Гванги. Появляется стиракозавр и начинает биться с Гванги. Гванги одерживает победу.
Ковбои изготавливают клетку и привозят Гванги в город. В цирке Гванги вырывается из клетки и убивает циркового слона. Затем ящер вырывается на улицу и нападает на прохожих. В конце концов Гванги гибнет в горящей церкви.

## В ролях
- Джеймс Францискус в роли Така Кёрби.
- Джила Голан в роли Т.Дж.
- Ричард Карлсон в роли Чампа.
- Лоуренс Нэйсмит в роли профессора Бромли.
- Фрида Джексон в роли Тиа Зорина.
- Густаво Рохо в роли Карлоса.
- Деннис Килбейн в роли Роуди.
- Марио де Баррос в роли Бина.
- Кертис Арден в роли Лопе.